# Ryan Mendes
Ryan Mendes da Graça (Mindelo, 8 januari 1990) is een Kaapverdisch voetballer die bij voorkeur als vleugelspeler speelt. Hij verruilde in 2023 Al-Nasr voor Fatih Karagümrük.

## Clubcarrière
Mendes begon met voetballen bij Batuque FC. Hij verliet in juli 2008 zijn thuisland om in Frankrijk te voetballen. Aanvankelijk speelde hij daar in het tweede elftal van Le Havre. Mendes maakte zijn debuut in de Ligue 1 op 13 mei 2009, tegen Saint-Étienne. Op 31 augustus 2012, de laatste dag van de zomerse transferperiode, verkocht Le Havre de spits voor 3 miljoen euro aan Lille OSC.
| Seizoen | Club                | Land               | Competitie   | Competitie | Competitie | Beker | Beker | Europees | Europees | Totaal | Totaal |
| Seizoen | Club                | Land               | Competitie   | Wed.       | Dlp.       | Wed.  | Dlp.  | Wed.     | Dlp.     | Wed.   | Dlp.   |
| ------- | ------------------- | ------------------ | ------------ | ---------- | ---------- | ----- | ----- | -------- | -------- | ------ | ------ |
| 2008/09 | Le Havre AC         | Vlag van Frankrijk | Ligue 1      | 1          | 0          | 0     | 0     | —        | —        | 1      | 0      |
| 2009/10 | Le Havre AC         | Vlag van Frankrijk | Ligue 2      | 14         | 0          | 1     | 0     | —        | —        | 15     | 0      |
| 2010/11 | Le Havre AC         | Vlag van Frankrijk | Ligue 2      | 32         | 4          | 2     | 0     | —        | —        | 34     | 4      |
| 2011/12 | Le Havre AC         | Vlag van Frankrijk | Ligue 2      | 34         | 13         | 4     | 3     | —        | —        | 38     | 16     |
| 2012/13 | Le Havre AC         | Vlag van Frankrijk | Ligue 2      | 3          | 2          | 0     | 0     | —        | —        | 3      | 2      |
| 2012/13 | Lille OSC           | Vlag van Frankrijk | Ligue 1      | 9          | 2          | 0     | 0     | 3        | 0        | 12     | 2      |
| 2013/14 | Lille OSC           | Vlag van Frankrijk | Ligue 1      | 16         | 3          | 3     | 0     | —        | —        | 19     | 3      |
| 2014/15 | Lille OSC           | Vlag van Frankrijk | Ligue 1      | 19         | 2          | 2     | 0     | 10       | 1        | 31     | 3      |
| 2015/16 | Lille OSC           | Vlag van Frankrijk | Ligue 1      | 3          | 0          | 0     | 0     | —        | —        | 3      | 0      |
| 2015/16 | → Nottingham Forest | Vlag van Engeland  | Championship | 32         | 2          | 0     | 0     | —        | —        | 32     | 2      |
| 2016/17 | Lille OSC           | Vlag van Frankrijk | Ligue 1      | 7          | 0          | 0     | 0     | 2        | 0        | 9      | 0      |
| 2016/17 | Kayserispor         | Vlag van Turkije   | Süper Lig    | 6          | 1          | 1     | 0     | —        | —        | 7      | 1      |
| 2017/18 | Kayserispor         | Vlag van Turkije   | Süper Lig    | 10         | 3          | 0     | 0     | —        | —        | 10     | 3      |
| Totaal  | Totaal              | Totaal             | Totaal       | 186        | 32         | 13    | 3     | 15       | 1        | 214    | 36     |

## Interlandcarrière
Mendes debuteerde in 2010 in het Kaapverdisch voetbalelftal. Hij scoorde zijn eerste drie doelpunten voor zijn land in kwalificatiewedstrijden voor de Afrika Cup tegen Madagaskar. Mendes scoorde zijn eerste doelpunt op 29 februari 2012, de andere twee doelpunten scoorde hij in het eigen Estádio da Várzea op 16 juni 2012.